# Oe-po (Ort)
Oe-po ist ein osttimoresischer Ort im Suco Tapo (Verwaltungsamt Bobonaro, Gemeinde Bobonaro). Er liegt im Westen der Aldeia Oe-po, an einem Berghang, auf einer Meereshöhe von 1468 m. Durch das Dorf Oe-po führt die Überlandstraße, die den Ort Lolotoe mit dem Norden Osttimors verbindet. Nördlich liegt der Ort Tapo, südlich das Dorf Butuc, das zum Suco Leber gehört.